# Azet (Hautes-Pyrénées)
Azet ist eine französische Gemeinde mit 146 Einwohnern (Stand 1. Januar 2022) im Département Hautes-Pyrénées in der Region Okzitanien (zuvor Midi-Pyrénées). Sie gehört zum Arrondissement Bagnères-de-Bigorre und zum Kanton Neste, Aure et Louron.

## Geographie
Die Gemeinde liegt in den Pyrenäen in der historischen Provinz Bigorre und in der Landschaft Pays d’Aure. Der höchste Punkt in der Gemeinde ist der 3023 m hohe Gipfel des Pic de Lustou, der nur 800 m nördlich der Grenze zu Spanien liegt.
Der Gemeindehauptort liegt in über 1200 m auf der östlichen Flanke des Vallée d’Aure, durch das der Fluss Neste d’Aure verläuft. Von Azet aus führt ostwärts eine Straße über den 1580 m hohen Col d’Azet nach Génos in das Tal der Neste. Zwischen 1997 und 2022 passierte das Fahrerfeld der Tour de France den Pass zehnmal.

### Nachbargemeinden
| Bourisp Estensan  | Camparan                                    | Grailhen               |
| Ens               | Kompassrose, die auf Nachbargemeinden zeigt | Adervielle-Pouchergues |
| Saint-Lary-Soulan |                                             | Génos                  |

## Geschichte
Es gibt nur wenige Anhaltspunkte über die Entstehung des Ortes. Die Kirche stammt aus dem letzten Viertel des 12. Jahrhunderts. 1887 hatte die Gemeinde zwei Grundschulen. Die Haupteinnahmequellen des Ortes waren damals hauptsächlich Weidewirtschaft mit Viehzucht. Der Ertrag waren Wolle und Milch. Weiters wurden Weizen, Roggen, Gerste, Buchweizen oder Hirse sowie Bohnen, Erbsen, Kartoffeln, Rüben und Flachs angebaut.
Erholungsgäste jagten Gämsen. 1886/87 herrschte eine Typhusepidemie.

### Bevölkerungsentwicklung
| Jahr      | 1962 | 1968 | 1975 | 1982 | 1990 | 1999 | 2011 | 2020 |
| Einwohner | 185  | 174  | 163  | 146  | 135  | 146  | 158  | 143  |

## Sehenswürdigkeiten
Die Gemeinde verfügt über mehrere Kulturdenkmäler, die als Monument historique eingestuft sind.
- Église Notre-Dame de l’Assomption (deutsch: Kirche Mariä Himmelfahrt): erbaut Ende des 12. Jahrhunderts, mit Fresken aus dem 15. Jahrhundert. Seit 6. Oktober 1995 ist die Kirche als Monument historique eingestuft.

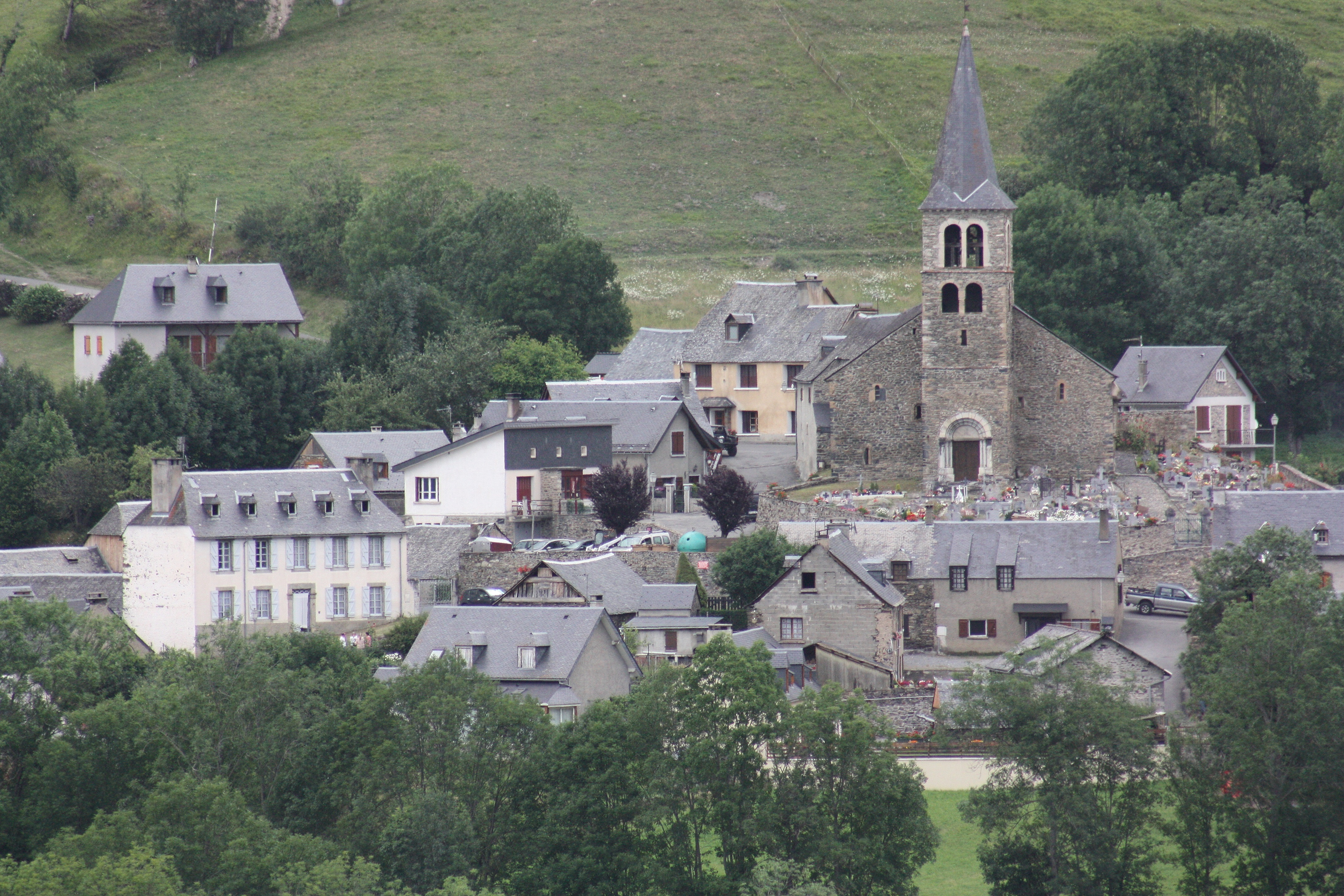
Kirche Notre-Dame de l’Assomption
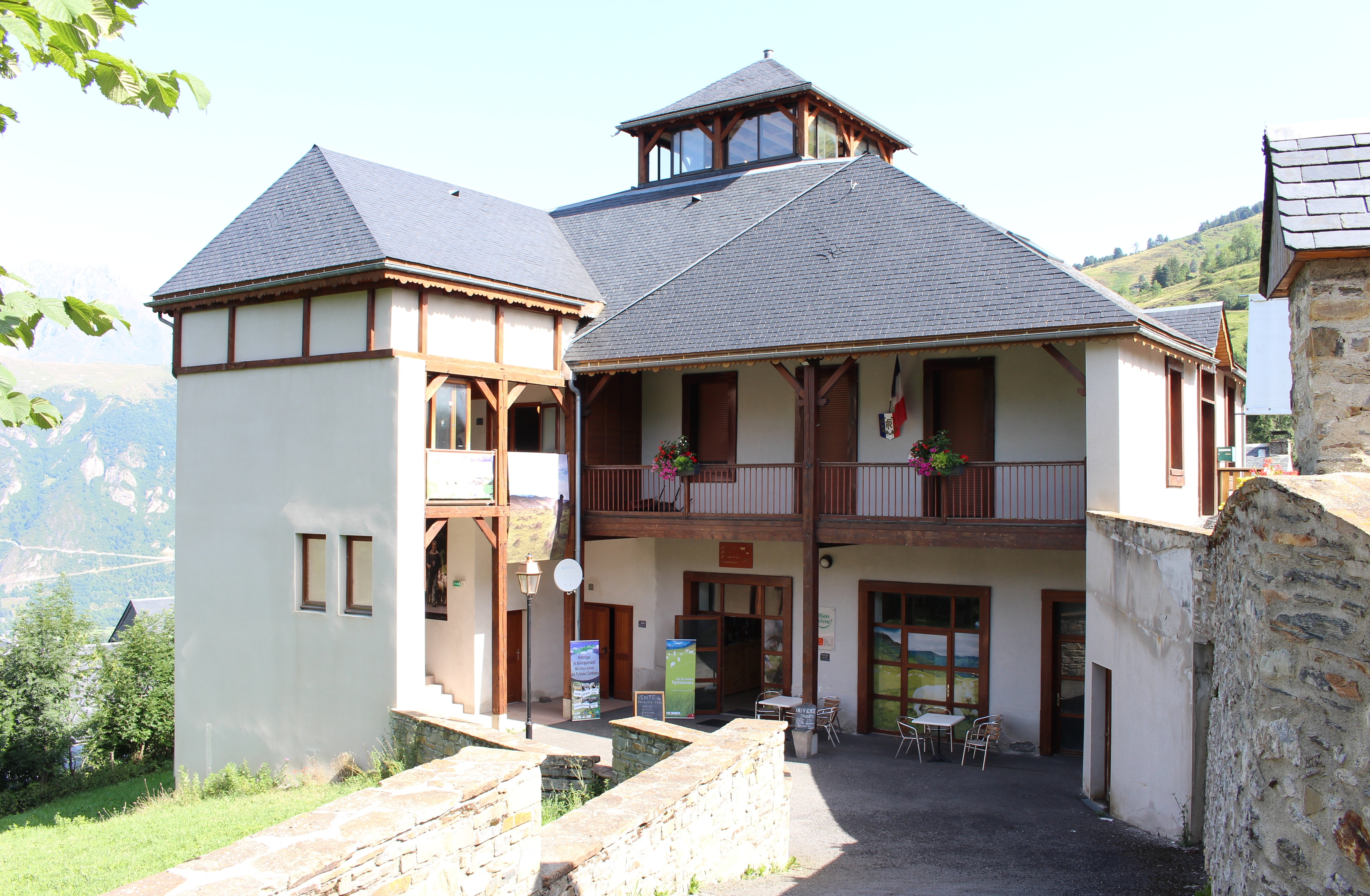
Mairire (Rathaus)
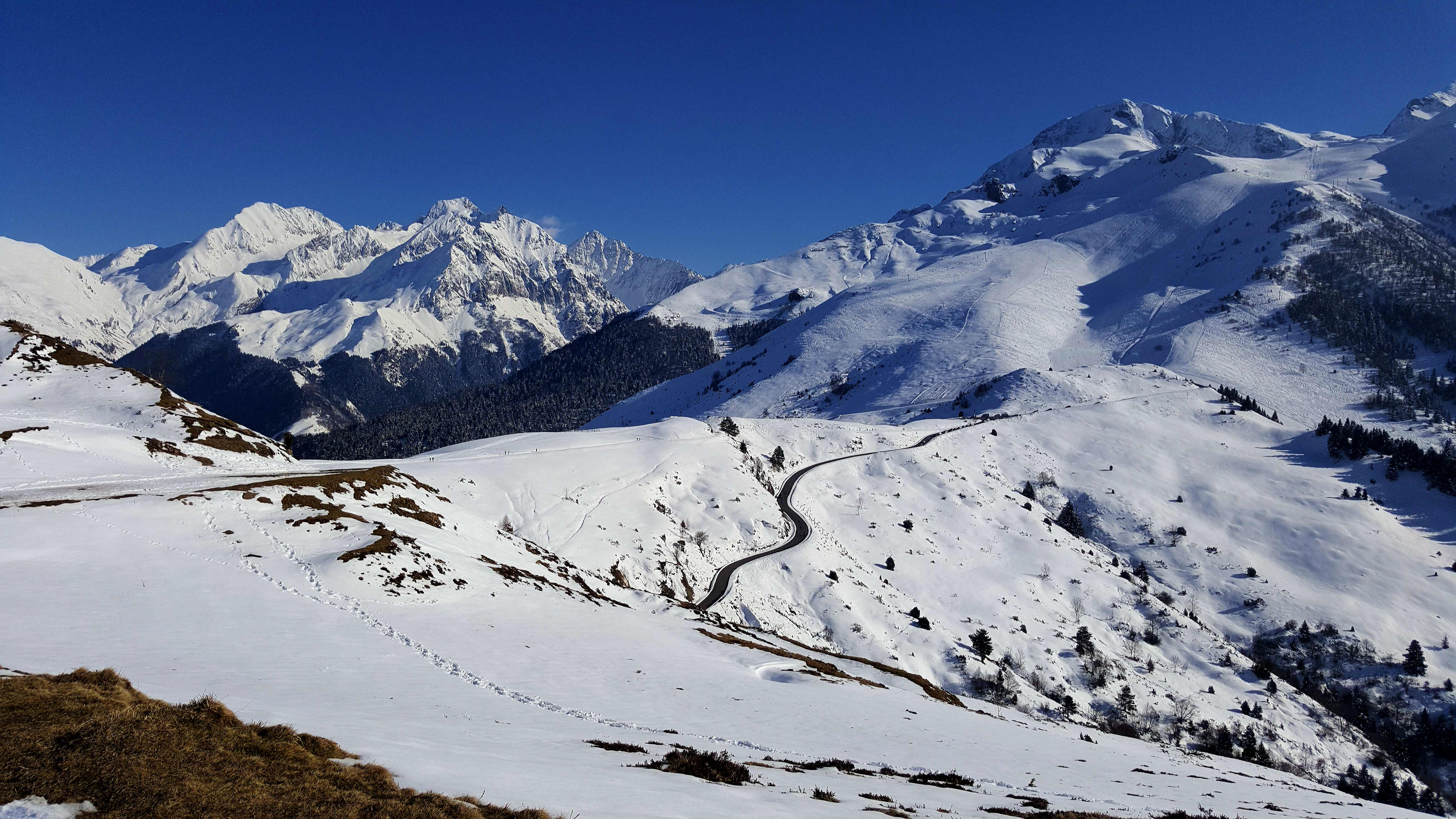
Winter am Col d'Azet
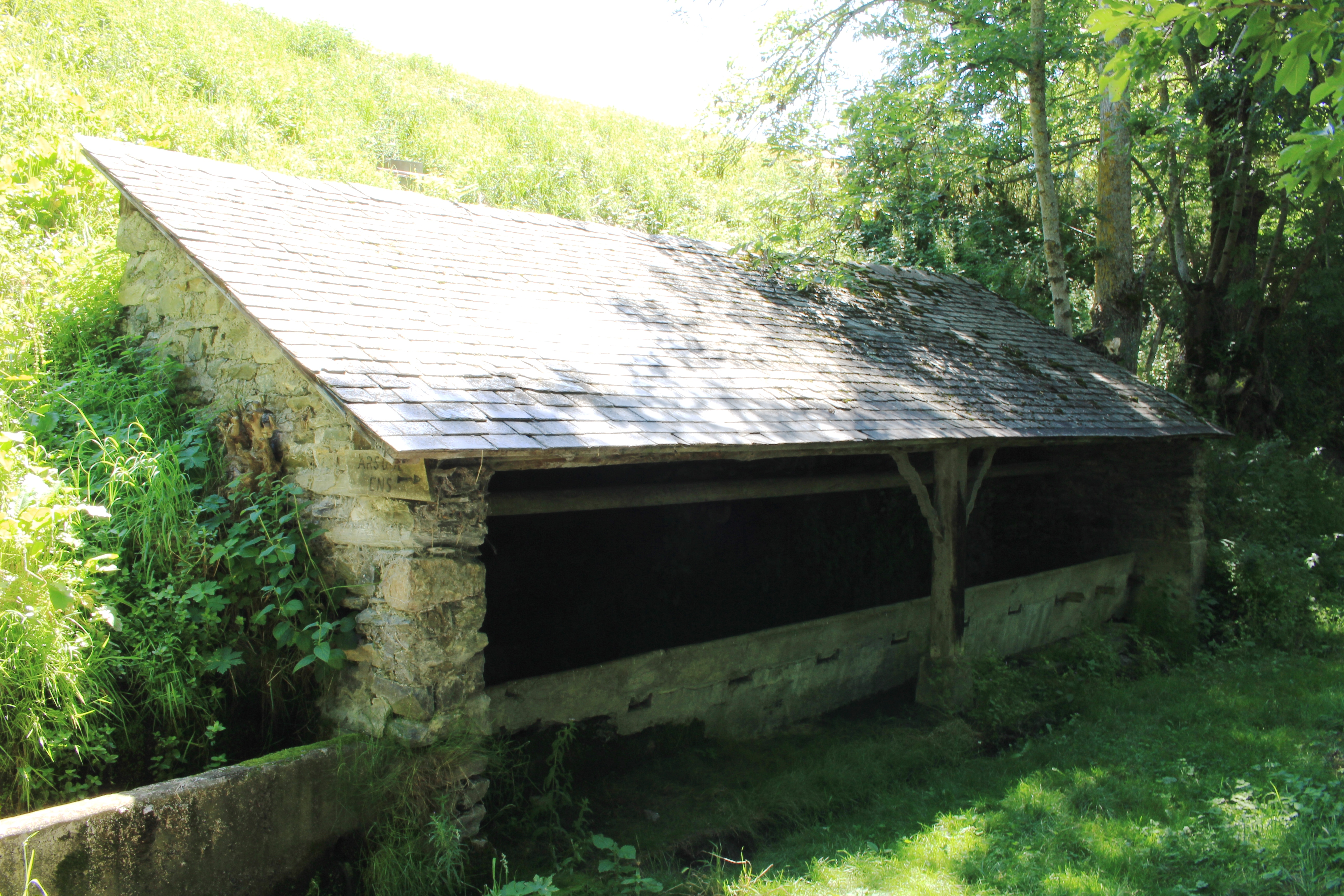
Ehemaliges Waschhaus
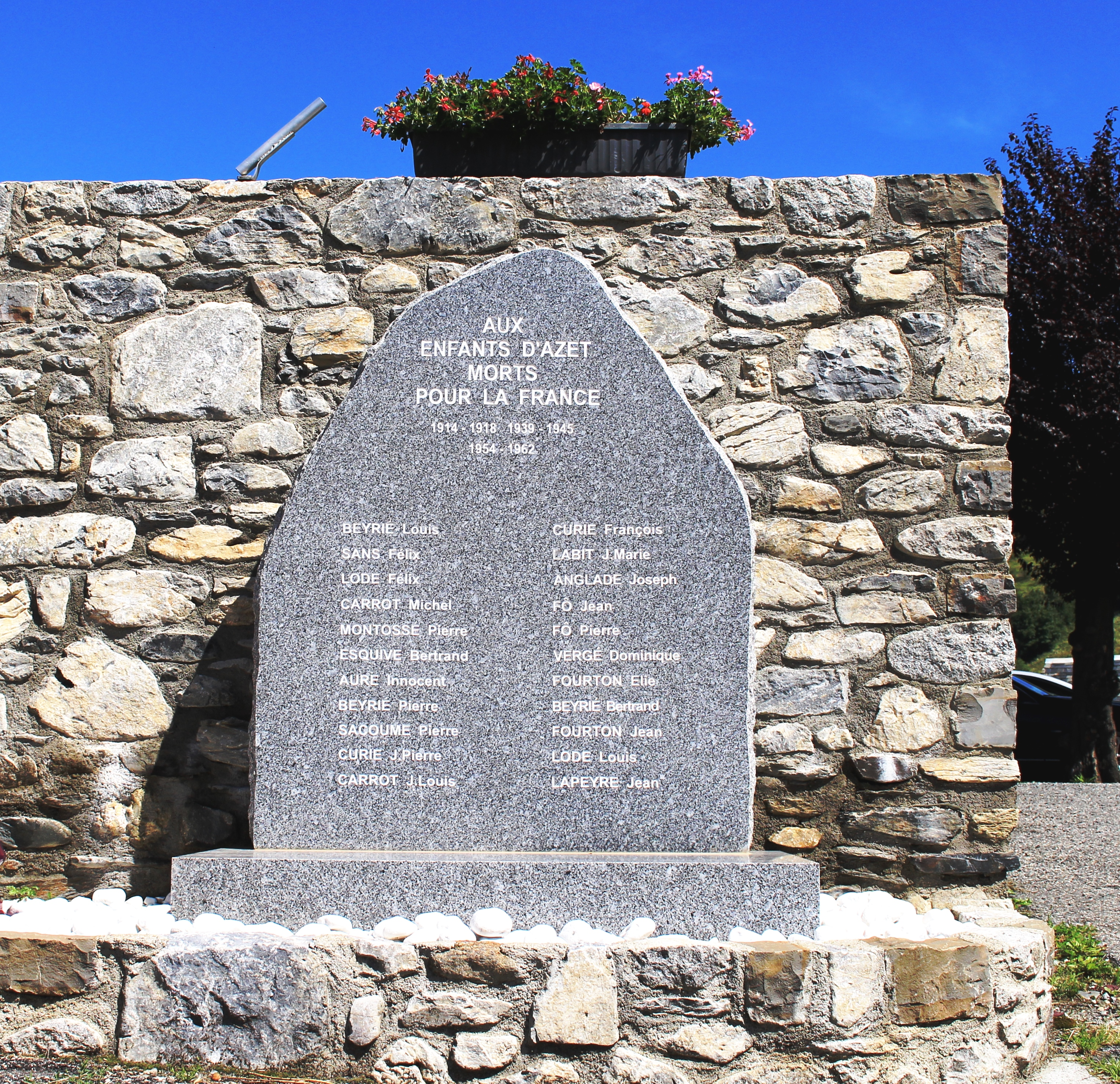
Gefallenendenkmal

### Nachhaltige Weidewirtschaft in den Pyrenäen
Durch langjährige Erfahrung im Bereich der Weidewirtschaft ist es den Bewohnern von Azet gelungen, mit Hilfe von speziellen Beamten und Planern gelungen, ein Projekt auf die Beine zu stellen, dass die wirtschaftlichen, ökologischen und sozialen Fragen der Weidewirtschaft präsentieren soll. In einem bestimmten Haus, werden die Menschen für das Thema Weidewirtschaft sensibilisiert und auch auf die Arbeit und Aufgaben in der Weidewirtschaft vorbereitet.
Das „Maison pyrénéenne du pastoralisme“ ist zu einem touristischen und pädagogischen Zentrum geworden, dass den Umgang mit alpinen Flächen verdeutlichen soll. Es soll auch als Werbung für Förderung der Landwirtschaft in den Pyrenäen dienen.
Ein Museum in diesem Gebäude stellt die Geschichte der Weidewirtschaft in Frankreich, aber auch im Rest der Welt auf. Weiters gibt es ein Dokumentations- und Seminarzentrum. Wichtig ist die Zusammenarbeit mit Mali, Portugal und Spanien.